# Pierre-Henri de Valenciennes
Pierre-Henri de Valenciennes (6. prosince 1750 v Toulouse – 16. února 1819 v Paříži) byl francouzský malíř, který řadu let strávil v Itálii. Maloval skici římských ruin, které však byly po Valenciennesově smrti rychle zapomenuty, a ke znovuobjevení jeho díla došlo až ve 20. století. Kromě toho napsal vlivné teoretické pojednání o krajině, ovlivněné Poussinovými myšlenkami o krajinném receptu na klasicistní krajinu, a dokonce založil cenu za historickou krajinu. Zemřel v zimě 1819 v Paříži, kde je pochován na hřbitově Père Lachaise.

## Externí odkazy

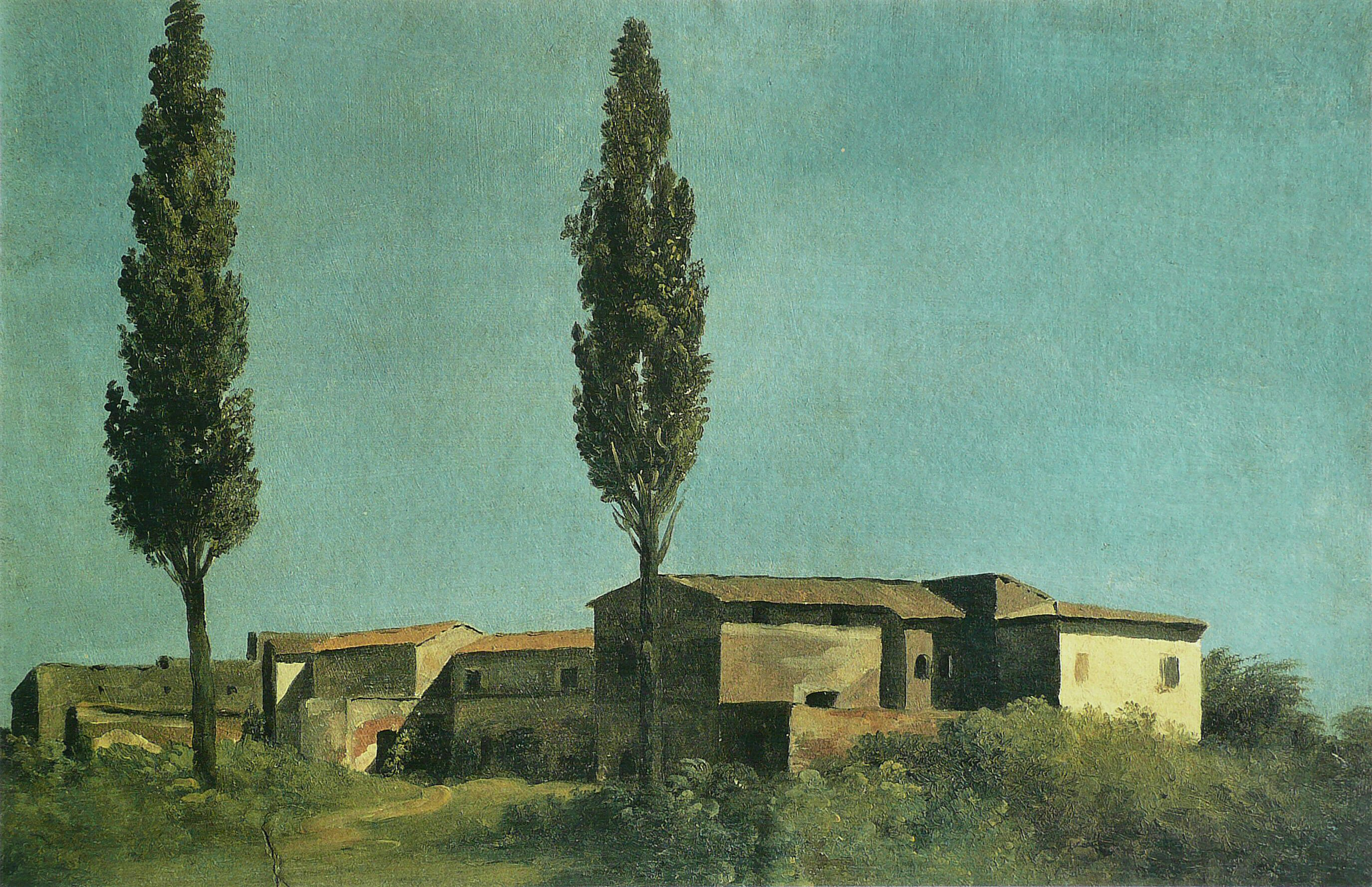
Villa Farnese (konec 18. stol.)